# Arnór Hannibalsson
Arnór Hannibalsson (ur. 24 marca 1934 w Ögurhreppi, zm. 28 grudnia 2012) – islandzki filozof, historyk i tłumacz, profesor filozofii na Uniwersytecie Islandzkim.

## Życiorys
Jego ojcem był Hannibal Valdimarsson (przywódca związkowy, poseł do Althingu i minister), matką Sólveig Ólafsdóttir, a bratem Jonas Baldvin Hannibalsson (były minister finansów oraz spraw zagranicznych).
Studiował filozofię na Moskiewskim Uniwersytecie Państwowym im. M.W. Łomonosowa, gdzie uzyskał tytuł magistra. Stopień doktora zdobył na Uniwersytecie Edynburskim. Studiował również na Uniwersytecie Jagiellońskim u prof. Romana Ingardena.
Zajmował się głównie filozofią (w szczególności estetyką) i historią. W 1975 roku przetłumaczył z języka polskiego na język angielski dzieło Romana Ingardena „O motywach, które doprowadziły Edmunda Husserla do transcendentalnego idealizmu” (ang. On the Motives which led Edmund Husserl to Transcendental Idealism). Pisał również artykuły do dzienników, w tym Icelandic Historical Science in the Postwar Period, 1944–1957 (Islandzkie nauki historyczne w okresie powojennym, 1944–1957).
Arnór Hannibalsson miał poglądy silnie antykomunistyczne. W swojej książce napisanej w latach 1999–2000, Moskvulínan: Kommúnistaflokkur Íslands og Komintern, Halldór Laxness og Sovétríkin, napisał, że jest „niezwykle krytyczny wobec islandzkich socjalistów”.

## Wybrane dzieła
- 1978 Rökfræðileg aðferðafræði (Metodologia logiczna)
- 1979 Siðfræði vísinda (Etyka nauki)
- 1985 Heimspeki félagsvísinda (Filozofia społeczeństwa)
- 1985 Um rætur þekkingar (O źródle wiedzy)
- 1987 Fagurfræði (Estetyka)
- 1987 Söguspeki (Mądrość Historii)
- 1999 Moskvulínan: Kommúnistaflokkur Íslands og Komintern, Halldór Laxness og Sovétríkin (Linia moskiewska: Komunistyczna Partia Islandii i Komintern, Halldór Laxness i Związek Radziecki)